# كلب كنعاني

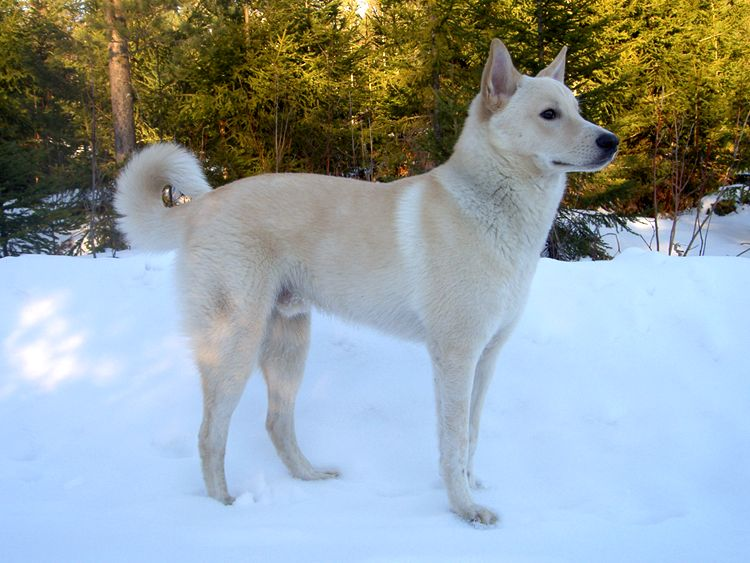
كلب كنعاني

الكلب الكنعاني (البلدي في فلسطين) هو سلالة قديمة نادرة من إحدى سلالات القديمة لكلاب الرعي منذ آلاف السنين في مناطق آسيا والشرق الأوسط ومصر. ويُنسب إلى أرض كنعان حيث فلسطين الآن. يُعتقد أن الكلب الكنعاني هو الكلب المذكور في الكتب الإبراهيمية، وقد ظهر أيضا في رسومات المصريين القدماء. تنسب إسرائيل الكلب الكنعاني لها بصفته الكلب الوطني لها وتضمّه إلى بقية الأمور التي نسبتها إلى نفسها منذ احتلالها لأرض فلسطين عام 1948. يمتاز الكلب الكنعاني بذكاء ملحوظ وخفة حركة واعتماد على النفس. يتم الاستعانة به في رعي الأغنام والحراسة كما ويمكن تربيته داخل البيت لكن مع الحرص على توفير أنشطة يومية له. قد يواجه الكلب الكنعاني خطر الانقراض إن استمرّت السياسات التي تحدّ من تكاثره.
لا يعتبر الكلب الكنعاني من الكلاب الشرسة بل ويعتبر من الكلاب اللطيفة سواء مع البشر أو مع باقي الحيوانات، ويصبح شرساً إذا تمّ عزله وحيداً في صغره وهذا ما يفعله البعض ظنّاً منهم أنهم يصنعون منه كلباً قوياً. لكن ما يفعلونه بعزله هو تعزيز غريزة الخوف لديه مما يجعله عدوانياً تجاه كل شيء جديد. ففي الظروف الطبيعية ينبح الكلب الكنعاني على الغرباء من مسافة لكنه لا يهاجمهم.
يمتاز الكلب الكنعاني بنظافته ولا يصدر رائحة قوية كبعض السلالات الأخرى. كما يُعرف بذكائه الحاد بحيث يتطلب القليل من التدريب مقارنة ببعض السلالات الأخرى. عند تربيته داخل البيت، يتعلم الكلب الكنعاني سريعاً وبدون مجهود كبير بقضاء حاجته خارج البيت أو في مكان مخصص وقد لا يتطلب ذلك أي نوع من التدريب من صاحبه.
بالرغم من أنه سلالة معترف بها منذ 50 عاماً، إلا أن سياسات إسرائيل لا تخدم الحفاظ على هذه السلالة النادرة حيث أصدرت السلطات الإسرائيلية أمراً بإخلاء المركز الوحيد الذي يتخصص في تربية الكلاب الكنعانية والحفاظ على نوعها. وقبل ذلك وعلى مدى حوالي 20 عاماً (من 1976 ولغاية 1994) قُتل ما يزيد عن 18,000 كلب سنويّاً ضمن برنامج القضاء على داء الكلَب في فلسطين المحتلّة (إسرائيل والضفة الغربية). ومن الناحية الأخرى، تقوم بعض البلديات الفلسطينية بعمل حملات عشوائية للتخلص من كلاب الشوارع والتي في أغلبها من الفصيل الكنعاني.
مؤخراً، تم افتتاح ملجأ للكلاب في مدينة بيت لحم يتم فيه إنقاذ الكلاب التي تتعرض للضرب والتعذيب ويتم علاجها وتطعيمها وإخصائها حتى يتشجّع الناس على تبنّيها. وبالرغم من الفكرة النبيلة التي يحملها الملجأ، ولكنه أيضاً لا يساهم في الحفاظ على فصيل الكلاب الكنعانية على المدى الطويل.